# غوردون آرثر
غوردون آرثر (بالإنجليزية: Gordon Arthur)‏ (30 مايو 1958 بكيركالدي في المملكة المتحدة - ) هو لاعب كرة قدم بريطاني في مركز حراسة المرمى. لعب مع ريث روفرز ونادي بارتيك ثيسل ونادي دندي ونادي دمبرتون ونادي ستيرلينغ ألبيون ونادي مونتروز لكرة القدم ونادي اربوراث وفورفار أثلتيك ‏.